# Jewell Young
Jewell Isaac Young (Hedrick, 18 gennaio 1913 – Bradenton, 16 aprile 2003) è stato un cestista statunitense, professionista nella NBL.

## Palmarès
- NBL Rookie of the Year (1939)
- All-NBL Second Team (1939, 1942)